# Giorgi Tskhovrebadze
Giorgi Tskhovrebadze (Georgiano: გიორგი ცხოვრებაძე, nacido el 23 de febrero de 1999) es un programador y un empresario. Es el cofundador de RehabGlove y actualmente opera como su director ejecutivo. También es cocreador del popular videojuego Wild Ones Remake.
Ecole Polytechnique escribió un perfil sobre Giorgi en su informe anual 2017.

## Carrera

### Videojuegos
En 2012, Giorgi se convirtió en uno de los diseñadores del popular juego de Facebook Stick Run, el cual ahora tiene más de 50 millones de jugadores. Después de dejar el equipo de Stick Run en 2013, comenzó a crear juegos en la plataforma de Facebook, uno de los juegos es Fly and Smash, el cual tenía medio millón de jugadores y más de 400 000 «me gusta» en Facebook.
En 2016, Giorgi y los programadores Tunecinos Ahmed Selmi e Iyed Ben Hadj Dahmen, recrearon el juego Wild Ones Remake, que rápidamente llamó la atención de los jugadores. Wild ones Remake tiene más de un millón de jugadores y ahora figura en la categoría de los videojuegos Top Role-playing.

### RehabGlove
Giorgi Tskhovrebadze es director ejecutivo de RehabGlove, que fue fundado en 2016. RehabGlove es una startup que está creando exoesqueletos para la rehabilitación de accidentes cerebrovasculares. Después de fundar la compañía, RehabGlove ha recibido múltiples premios y reconocimientos por parte de compañías como Microsoft y Seedstars. Microsoft ha nombrado a RehabGlove como "La mejor innovación en las regiones de Europa Central y Oriental y Europa Central" en la Cumbre Regional de Seedstars en Kiev, Ucrania. Seedstars nombró a RehabGlove como "la startup más prometedora de Georgia".
En febrero de 2017 RehabGlove se presentó en el Mobile World Congress en Barcelona y fue seleccionado en el Top 10 de startups.
En abril de 2018 RehabGlove se presentará en el Seedstars World Summit en Suiza.